# Peperomia sessilifolia
Peperomia sessilifolia är en pepparväxtart som beskrevs av Humb. & Bonpl. och Schult.. Peperomia sessilifolia ingår i släktet peperomior, och familjen pepparväxter. Inga underarter finns listade i Catalogue of Life.